# Oschnaviyeh (Verwaltungsbezirk)
Oschnaviyeh  (persisch شهرستان اشنویه) ist ein Schahrestan in der Provinz West-Aserbaidschan im Iran. Er enthält die Stadt Oschnaviyeh, welche die Hauptstadt des Verwaltungsbezirks ist. Während des iranisch-irakischen Krieges bombardierte das baathistische irakische Regime einige Teile von Oshnavieh in der Provinz West-Aserbaidschan (am 2. August 1988) mit chemischen Bomben, dabei wurden etwa 2700 Menschen verletzt.

## Demografie
Bei der Volkszählung 2016 betrug die Einwohnerzahl des Schahrestan 73.886. Die Alphabetisierung lag bei 73 Prozent der Bevölkerung. Knapp 58 Prozent der Bevölkerung lebten in urbanen Regionen.
| Zensusjahr | Einwohnerzahl |
| ---------- | ------------- |
| 2011       | 70.030        |
| 2016       | 73.886        |